# 鲁阿哈国家公园
鲁阿哈国家公园是坦桑尼亚最大的一座国家公园，位于坦桑尼亚中部，面积22,000 km²，距伊林加约130 km。本国家公园也是更大的生态系统保护区伦瓜猎物禁猎区等的一部分。
鲁阿哈国家公园的名称来源于流经保护区东南边缘的大鲁阿哈河，可以通过经过伊林加的公路前往该地。园区总部有一个飞机紧急降落用的临时跑道。